# Agrostophyllum megalurum
Agrostophyllum megalurum är en orkidéart som beskrevs av Heinrich Gustav Reichenbach. Agrostophyllum megalurum ingår i släktet Agrostophyllum och familjen orkidéer. Inga underarter finns listade i Catalogue of Life.